# آشپز خانگی

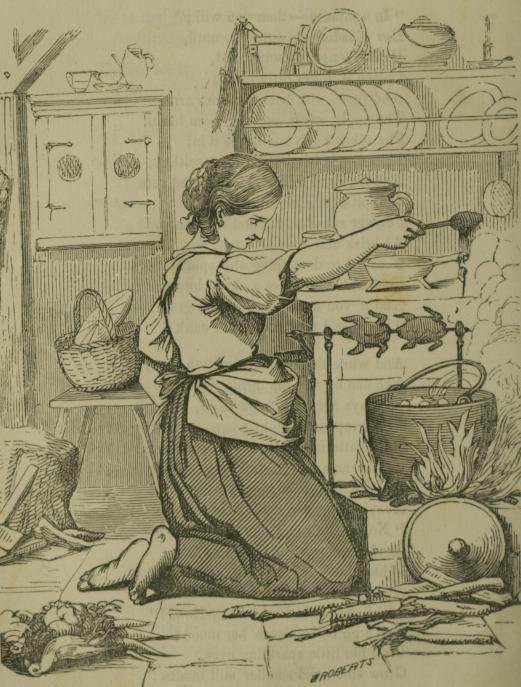
نگاره‌ای از یک آشپز خدمتکار در سال ۱۸۵۵ میلادی

آشپز خدمتکار یا آشپز خانگی به خدمتکارانی گفته می‌شود که در خانه‌ها یا خانه‌های بزرگ کار آشپزی را انجام می‌دهند و این افراد معمولاً زن بودند و گاهی برای سرآشپزی خانه‌های بزرگ از آشپزهای مرد استفاده می‌شده‌است.
وظیفهٔ آن‌ها تهیه وعده‌های غذایی روزانه برای اهالی خانه است و گزارش تهیه غذا را به بانوی خانه ارائه می‌دهند.